# Oesterreichisches Musiklexikon
Das Oesterreichische Musiklexikon (OeML) wurde von der Österreichischen Akademie der Wissenschaften (ÖAW) veröffentlicht.

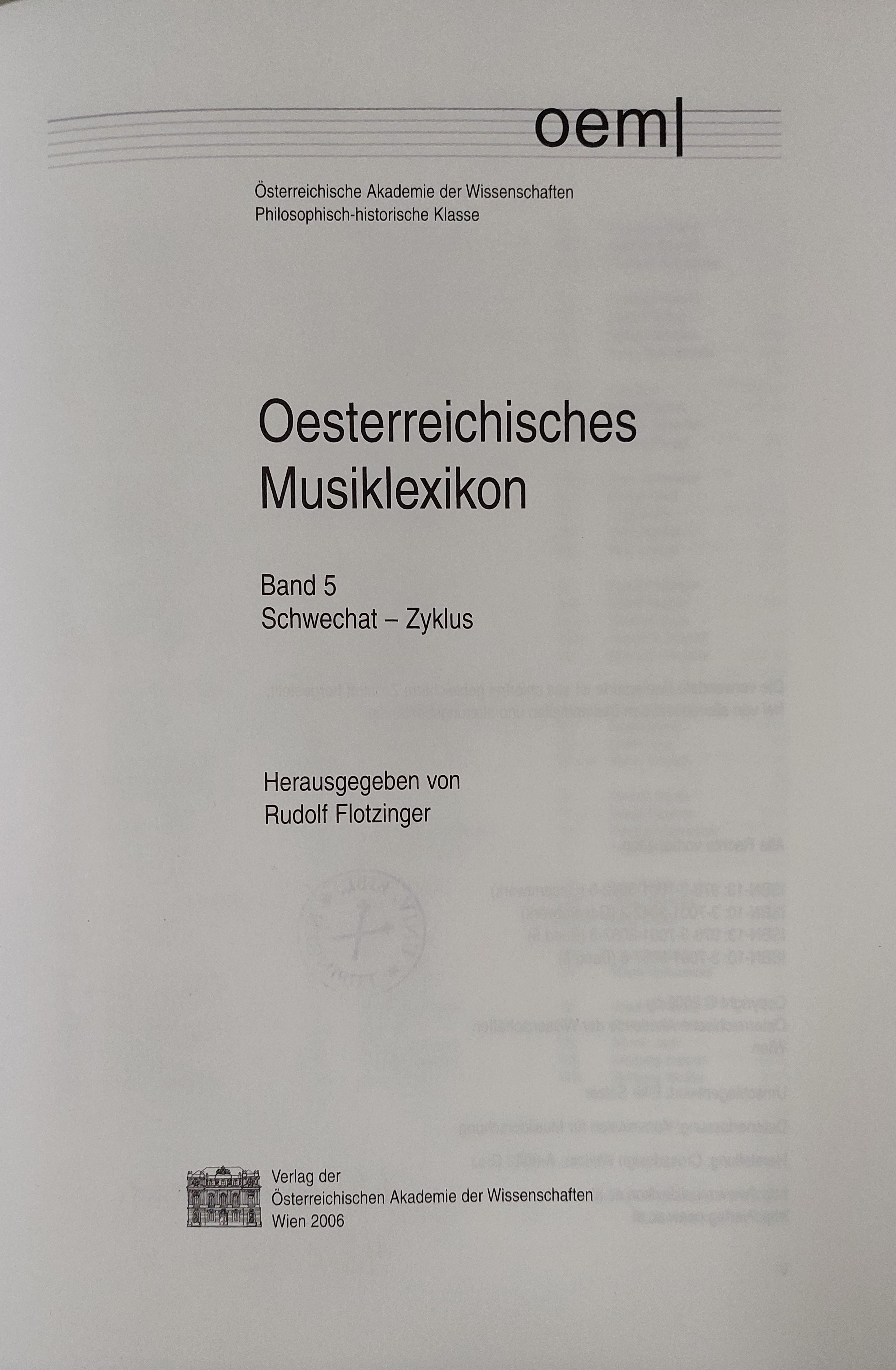
Band 5, 2006

Es umfasst 5 Bände mit knapp 2800 Seiten und 7474 Stichworten zu allen aktuellen und historischen Themen der österreichischen Musik und des Musiklebens. Neben Biografien von Komponisten, Librettisten, Dirigenten, Instrumentalisten, Sängern, Tänzern, Choreographen, Theaterleitern, Instrumentenbauern, Musikverlegern, Musikwissenschaftlern und Musikkritikern sind auch zahlreiche Artikel zu Ensembles, Bands, Verbänden, Instrumenten, musikalischen Formen, Bräuchen, Tänzen, Theatern, Klöstern, Städten, Plattenlabels und Verlagen enthalten. Außer der „klassischen“ Musik nehmen auch Volksmusik, Unterhaltungsmusik, Jazz, Schlager und Rock/Pop breiten Raum ein. Nicht nur das heutige Österreich, sondern auch die heute anderen Staaten angehörigen Teile der Habsburgermonarchie werden berücksichtigt.
Herausgegeben wurde das Lexikon von dem Musikwissenschaftler Rudolf Flotzinger mit vier ständigen Mitarbeitern der Kommission für Musikforschung der Österreichischen Akademie der Wissenschaften. Ab 2002 erschien jährlich ein Band. Im Jahr 2008 wurde ein Register auf CD-ROM mit rund 21700 Namen, 4500 Orten und 5800 Schlagworten zum Oesterreichischen Musiklexikon veröffentlicht.

## Erschienene Bände
Das Gesamtwerk erschien im Verlag der Österreichischen Akademie der Wissenschaften, Wien 2002–2005, ISBN 3-7001-3041-4.
- Band 1 (Abbado bis Fux). 2002, ISBN 3-7001-3043-0.
- Band 2 (Gaal bis Kluger). 2003, ISBN 3-7001-3044-9.
- Band 3 (Kmentt bis Nyzankivskyj). 2004, ISBN 3-7001-3045-7.
- Band 4 (Ober bis Schwaz). 2005, ISBN 3-7001-3046-5.
- Band 5 (Schwechat bis Zyklus). 2006, ISBN 3-7001-3067-8.

## Online-Lexikon
Eine Online-Version startete 2002 mit dem vollständigen Artikelbestand der Druckausgabe und wird fortlaufend korrigiert und erweitert. Der Text der Artikel ist seit 2013 kostenfrei online abrufbar, einige Zusatzfunktionen sind kostenpflichtig.
Die Redaktion ist Teil der Abteilung Musikwissenschaft des Austrian Centre for Digital Humanities and Cultural Heritage (ACDH-CH) an der ÖAW. 2021 übernahm Barbara Boisits die Herausgeberschaft von Rudolf Flotzinger.